# Hōon'in
El Hōon'in (error: {{nihongo}}: Cal text en japonès o romaji (help)) és un temple budista situat al barri de Chūō-ku d'Osaka, Japó.